# Salsola barbata
Salsola barbata är en amarantväxtart som beskrevs av Paul Aellen. Salsola barbata ingår i släktet sodaörter, och familjen amarantväxter. Inga underarter finns listade i Catalogue of Life.